# Atyria sciaulax
Atyria sciaulax là một loài bướm đêm trong họ Geometridae.